# Casa Kiels-McNab
La Casa Kiels-McNab es una casa histórica ubicada en la calle West Washington en Eufaula, Alabama, Estados Unidos.

## Historia
Fue construida originalmente como una casa de estilo neogriego en una estructura de ladrillo para Elias M. Kiels alrededor de 1840. A raíz de la Guerra de Secesión (1861-1865), la casa se amplió a una mansión adecuada. En 1880, fue comprado por John McNab, un banquero y permaneció en la familia McNab hasta 1973.
Fue incluido en el Registro Nacional de Lugares Históricos el 21 de enero de 1982.